# Piotr Polk
Piotr Polk (sinh ngày 22 tháng 1 năm 1962 tại Kalety) là một diễn viên và ca sĩ người Ba Lan.

## Sự nghiệp
Piotr Polk tốt nghiệp Trường điện ảnh quốc gia Leon Schiller ở Łódź vào năm 1986. Về sự nghiệp diễn xuất, Polk đóng vai Zygmunt III Vasa trong loạt phim lịch sử Kanclerz (năm 1989), vai Leo Rosner trong bộ phim Mỹ Schindler's List (năm 1993), vai Brzęczyk  trong bộ phim truyền hình hài Bao-Bab, czyli zielono mi (năm 2003), vai Ryszard Majewski trong phim Sami Życie (2002–2008) và vai Konrad Kowalczyk, cha của nhân vật chính trong phim Cinderella (2006–2007). Năm 2008, Polk thu âm album solo đầu tay mang tên Polk in Love, được phát hành ở Ba Lan và Anh. Ông phát hành album thứ hai với tựa là Phim của tôi (Mój film) vào ngày 24 tháng 1 năm 2011.

## Đĩa nhạc

### Album
| Tựa đề       | Chi tiết                                                                                   | Xếp hạng | Doanh số     |
| Tựa đề       | Chi tiết                                                                                   | POL      | Doanh số     |
| ------------ | ------------------------------------------------------------------------------------------ | -------- | ------------ |
| Polk in Love | - Phát hành: ngày 2 tháng 6 năm 2008 - Hãng đĩa: QL Music - Định dạng: CD, tải kỹ thuật số | 9        | POL: 15,000+ |
| Mój film     | - Phát hành: ngày 24 tháng 1 năm 2011 - Hãng đĩa: QL Music - Định dạng: CD                 | —        | POL: 15,000+ |

### Video
| Tựa đề          | Năm  | Album        | Ghi chú |
| --------------- | ---- | ------------ | ------- |
| "L.O.V.E."      | 2008 | Polk in Love | [ 11 ]  |
| "Jest świetnie" | 2011 | Mój film     | [ 12 ]  |
|                 |      |              |         |